# Ormesby St Michael
 (juillet 2023).
Ormesby St Michael est une paroisse civile et un village du Norfolk, en Angleterre.